# Перец (род)
Пе́рец (лат. Piper) — род растений семейства Перечные (Piperaceae). Включает около полутора тысяч видов трав и лазящих кустарников (лиан), многие из которых являются обычными для своей родной среды обитания. Больше всего видов перца произрастают в тропиках обоих полушарий, но больше в тропической Америке и в муссонных областях Восточной Азии. Данный род имеет также важное экономическое и экологическое значение. Диверсификация этого таксона представляет интерес для понимания эволюции растений.
К роду Piper близок род Пеперомия (Peperomia).

## Название
Научное название перца на латыни лат. piper заимствовано из древнегреческого πέπερι (péperi), означающего «перец». Этот греческий термин восходит к тамильскому слову pippalī — названию растения, используемого как пряность — перец длинный (Piper longum).
Не следует путать род растений «перец» с перцем овощным и другими растениями, используемыми в качестве пряностей в кулинарии и не имеющими отношения к данному роду. Несмотря на то, что в обоих родах присутствуют виды с острым вкусом, природа их остроты разная. Жгучесть перцу рода Piper придаёт алкалоид пиперин, в отличие от стручкового перца рода Cāpsicum, которому жгучесть придаёт капсаицин.

## Распространение и экология
Виды перца распространены в тропиках и наиболее часто встречаются в подлесках низменных влажных тропических лесов, но могут обитать и на вырубках, и в жизненных зонах высоких склонов, таких как туманные леса; один вид (перец японский, Piper kadsura, из южной Японии и из крайне южной Кореи) является субтропическим и может переносить зимний иней. Там, где их находят, перцы часто доминируют над растительностью.
Большинство видов перца — травянистые либо лианообразные; некоторые растут как кустарники или как небольшие деревья. Несколько видов, совместно называемых «перцем муравьиным», (например, Piper cenocladum) живут в симбиозе с муравьями. Плоды растений перца, называемые перечными зёрнышками, обычно имеют круглую и похожую на горошину форму и разносятся преимущественно птицами, а также, что немаловажно, мелкими млекопитающими, питающимися зёрнами, например, летучими мышами рода Carollia.
Опыляются пчелами, такими как Trigona и Lasioglossum .
Несмотря на высокое содержание раздражающих веществ в плодах, что вредно для травоядных животных, некоторые из насекомых в ходе эволюции выработали способность выносить своеобразную химическую защиту растений перца, например, вид моли Homidiana subpicta или некоторые земляные блошки из рода Lanka. Последняя может быть значительной угрозой для выращивающих перец.

## Некоторые виды
По информации базы данных The Plant List, род включает 1457 видов. Некоторые из них:
- Piper aduncum L. — Перец узколистный
- Piper betle L. — Бетель
- Piper crocatum Ruiz et Pav. — Перец шафранный
- Piper guineense Thonn. — Африканский перец
- Piper longum L. — Перец длинный
- Piper magnificum Trel. — Перец великолепный
- Piper methysticum G.Forst. — Перец опьяняющий, или кава-кава
- Piper nigrum L. typus[1] — Перец чёрный
- Piper sylvaticum Roxb. — Перец лесной

Статус вида Перец кубеба (Piper cubeba L.f.) на сайте The Plant List не определён.
Вид Лолот (Piper lolot C.DC.) признан синонимом вида Piper sarmentosum Roxb.
Информация о виде Перец сейшельский (Piper seychellarum J.Gerlach) на сайте The Plant List отсутствует.